# Pozuelo del Rey
Pozuelo del Rey é um município da Espanha na província e comunidade autónoma de Madrid, de área 30,93 km² com população de 447 habitantes (2007) e densidade populacional de 9,41 hab/km².

## Demografia
| Variação demográfica do município entre 1991 e 2004 | Variação demográfica do município entre 1991 e 2004 | Variação demográfica do município entre 1991 e 2004 | Variação demográfica do município entre 1991 e 2004 |
| --------------------------------------------------- | --------------------------------------------------- | --------------------------------------------------- | --------------------------------------------------- |
| 1991                                                | 1996                                                | 2001                                                | 2004                                                |
| 201                                                 | 252                                                 | 263                                                 | 291                                                 |